# La Guierche
La Guierche is een gemeente in het Franse departement Sarthe (regio Pays de la Loire). De plaats maakt deel uit van het arrondissement Le Mans. La Guierche telde op 1 januari 2022 1.285 inwoners.

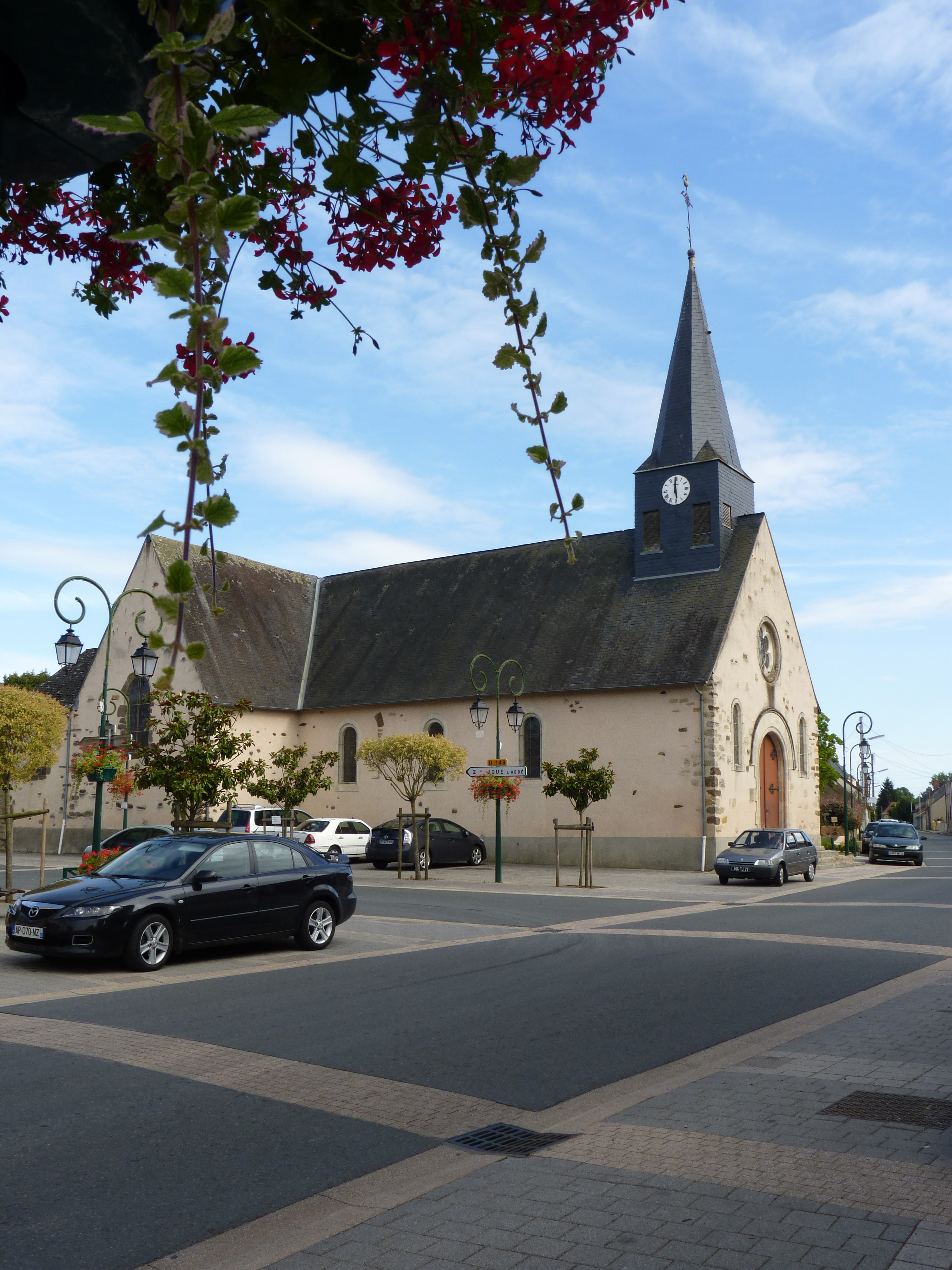
Église Sainte-Anne
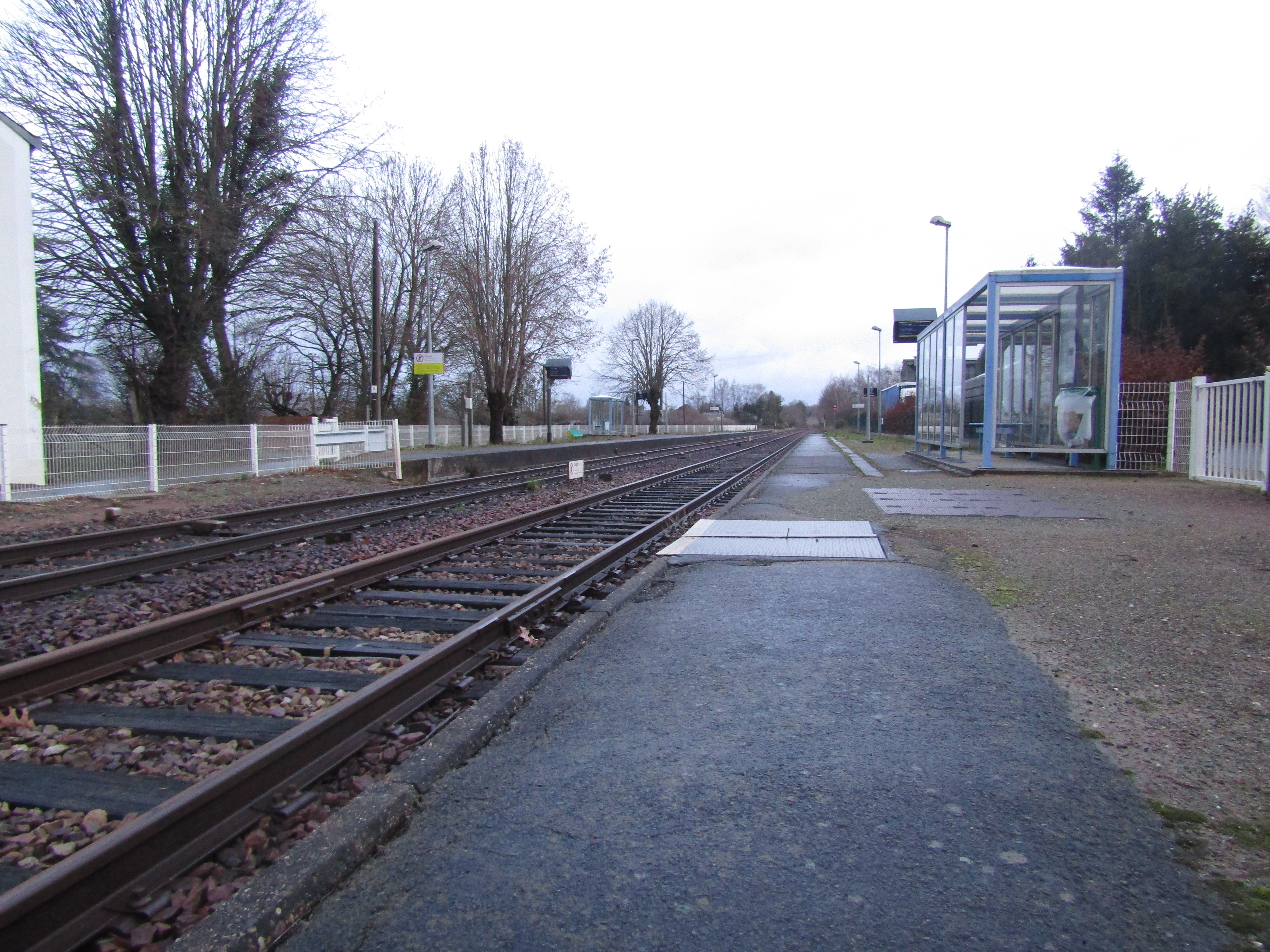
Station

## Geografie
De oppervlakte van La Guierche bedroeg op 1 januari 2022 7,88 vierkante kilometer; de bevolkingsdichtheid was toen 163,1 inwoners per km².

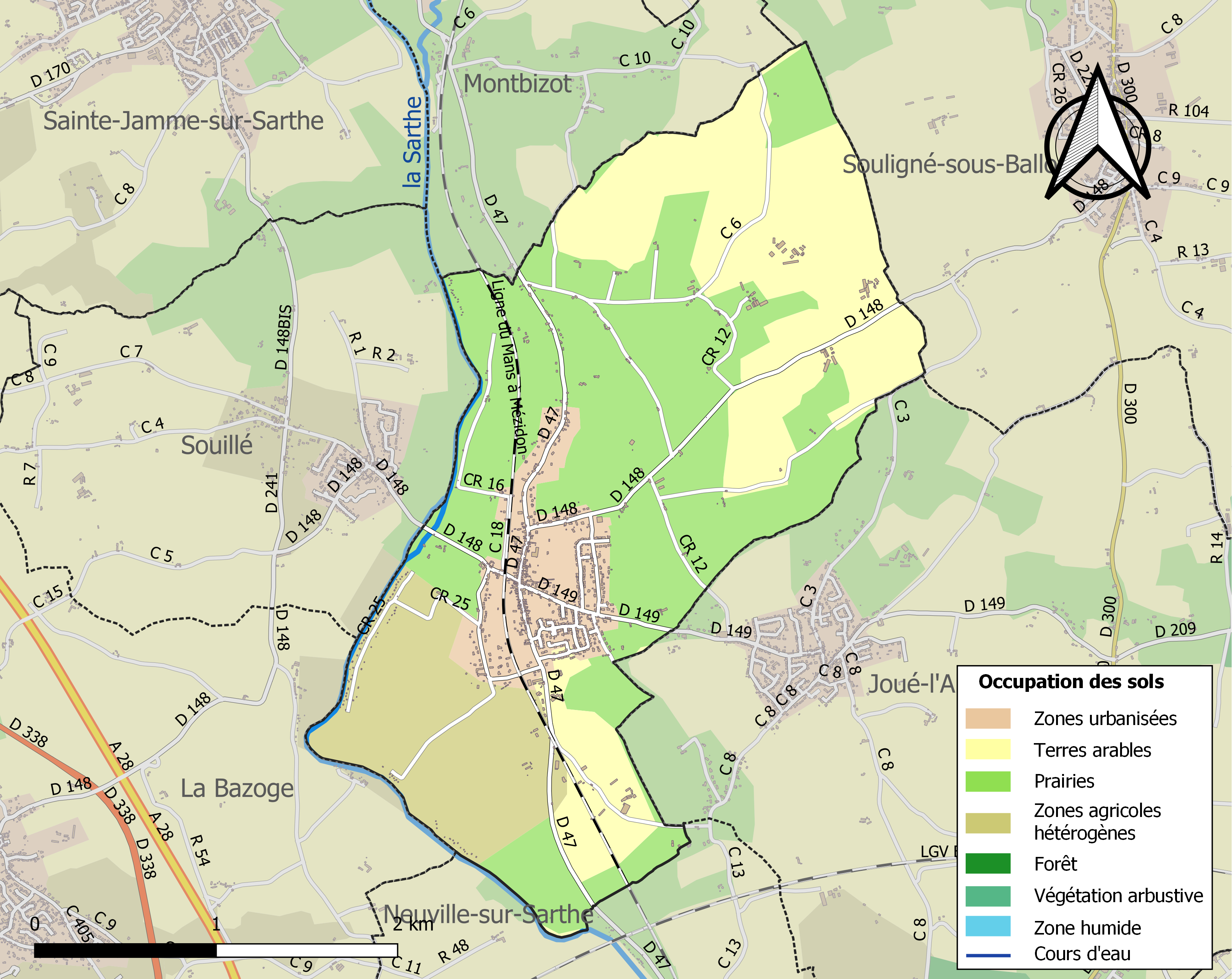
Kaart van de gemeente met de belangrijkste infrastructuur, bodemgebruik en omliggende gemeenten

## Demografie
Onderstaande figuur toont het verloop van het inwonertal (bron: INSEE-tellingen).